# Sakin
Sakin  ist ein Arrondissement im Departement Collines im westafrikanischen Staat Benin. Es ist eine Verwaltungseinheit, die der Gerichtsbarkeit der Kommune Savé untersteht.

## Demografie und Verwaltung
Gemäß der Volkszählung 2013 des beninischen Statistikamtes INSAE hatte das Arrondissement 10.162 Einwohner, davon waren 5183 männlich und 4979 weiblich.
Von den 60 Dörfern und Quartieren der Kommune Savé entfallen neun auf Sakin:
1. Banigbé
2. Diho-Agbongui
3. Diho-Ogbo
4. Iwéé
5. Kadjola
6. Ouoghi-Centre
7. Ouoghi-Gare
8. Ouoghi-Titon
9. Tchintchin